# Sunken Road Cemetery (Villers-Plouich)
Sunken Road Cemetery is een Britse militaire begraafplaats met gesneuvelden uit de Eerste Wereldoorlog, gelegen in het Franse dorp Villers-Plouich (Noorderdepartement). De begraafplaats ligt aan de Rue de Beaucamps op 460 m ten westen van het dorpscentrum (Église Saint-Quentin). Het terrein heeft een rechthoekig grondplan met een oppervlakte van 257 m² en wordt aan drie zijden omsloten door een natuurstenen muur die afgedekt is met witte boordstenen. De begraafplaats ligt hoger dan het straatniveau waardoor men via een brede driedelige trappartij met 14 treden het gedeelte met de graven bereikt. De toegang wordt afgesloten door twee paaltjes met kettingen. Het Cross of Sacrifice staat geflankeerd door twee bloembakken te midden van deze trap. 
De begraafplaats wordt onderhouden door de Commonwealth War Graves Commission.
Er liggen 52 Britten begraven waaronder 4 niet geïdentificeerde.

## Geschiedenis
Villers-Plouich werd vanaf 28 augustus 1918 door Duitse troepen bezet. Dit bleef zo tot april 1917 toen het door de 13th East Surreys werd veroverd. In maart 1918 werd het dorp tijdens het Duitse lenteoffensief door hen opnieuw ingenomen maar uiteindelijk door de 1st East Surreys in september daaropvolgend definitief veroverd. 

### Onderscheiden militair
- Hilton Cummings Williamson, onderofficier bij de Royal Naval Volunteer Reserve werd tweemaal onderscheiden met de Military Medal (MM and Bar).